# A pisztráng (dal)
A pisztráng (Die Forelle, Op. 32, D. 550) Franz Schubert 1817-ben komponált dala. E dalon alapul a két évvel későbbi Pisztrángötös(de) (D667) című műve is.

## Kotta és dallam
| A csermely halkan zúgott, hol útja völgyre nyílt. Hűs mélyén pisztráng úszott, úgy surrant, mint a nyíl. Oly tisztán, szépen látszott, én csendben ültem ott, a vízben vígan játszott és messze csillogott, a vízben vígan játszott és messze csillogott. | Rút, álnok lesben állva egy férfi nézte őt, nagy horgászbottal várta, a hal hogy arra jő. A tiszta vízben, véltem, itt nem lesz semmi baj, így meg nem fogja véle, hisz látja őt a hal. Így meg nem fogja véle, hisz látja őt a hal. |
| A horgász cselre készül, mert unja már, a csermelyt felzavarja végül. No, lám, amire várt, már húzza, tépi horgát, a végén, a végén ott a hal. Jaj! Mért, hogy mindig jól jár és célhoz ér, ki csal?                                                      | |

## Felvételek
- Franz Schubert:  Die Forelle. Dietrich Fischer-Dieskau (bariton), Gerald Moore (zongora)  YouTube (2009. június 20.)  (Hozzáférés: 2016. augusztus 22.) (audió, képsorozat)
- Franz Schubert:  A pisztráng, Op. 32. László Margit  YouTube (1971. április 19.)  (Hozzáférés: 2016. augusztus 22.) (audió)
- Franz Schubert:  A pisztráng Op. 32 D. 550. YouTube (1984. augusztus 22.)  (Hozzáférés: 2016. augusztus 22.) (audió)
- Franz Schubert:  Schubert2. Kovács-Tesléry Luca  YouTube (2016. február 15.)  (Hozzáférés: 2016. augusztus 22.) (videó)